# 小行星9993
小行星9993（英語：9993 Kumamoto）是一颗围绕太阳公转的小行星。1997年11月6日，小林寿郎在熊本市发现了此天体。
这颗小行星的绝对星等为158.14433等。